# Sabor da Paixão
Sabor da Paixão é uma telenovela brasileira produzida pela TV Globo e exibida de 30 de setembro de 2002 a 21 de março de 2003, em 149 capítulos. Substituiu Coração de Estudante e foi substituída por Agora É que São Elas, sendo a 61ª "novela das seis" exibida pela emissora.
Escrita por Ana Maria Moretzsohn, com colaboração de Daisy Chaves, Fernando Rebello, Glória Barreto e Izabel de Oliveira, teve a direção de Fabrício Mamberti, Maria de Médicis, Ulysses Cruz e Vinícius Coimbra. A direção geral e de núcleo foram de Denise Saraceni.
Contou com as atuações de Letícia Spiller, Luigi Baricelli, Marcelo Serrado, Edson Celulari, Cássia Kis Magro, Liliana Castro, Cláudio Lins e Arlete Salles nos papeis principais.

## Enredo
Conta a história da heroína, Diana, que, após perder o pai, Miguel Maria, resolve assumir seu lugar à frente da família composta por sua mãe Cecília, sua avó Hermínia e três irmãs Laiza, Teresa e Madona, na verdade sua sobrinha e filha de Laiza. A saída para os problemas financeiros da família é receber umas terras da herança deixada ao seu pai por um parente distante em Portugal. A única pista da herança é uma carta perdida dentro de casa. Apesar das incertezas, Diana resolve ir a Portugal encontrar o terreno. Antes de partir, porém, Diana conhece Alexandre em uma noite de festa na Lapa. A tranquilidade do antigo noivado com Nelson é quebrada e seu coração romântico é atropelado por uma paixão fulminante.
No entanto, Alexandre não lhe corresponde e trata-a apenas como mais uma de suas conquistas. O destino dos dois acaba se cruzando em Portugal. Lá, ela descobre que as terras herdadas produzem o melhor vinho da região e que foram ocupadas indevidamente por outra pessoa: Zenilda Paixão, mãe de Alexandre. Como o processo para reaver as terras é lento e demorado, Diana precisa ganhar dinheiro para voltar ao Brasil e decide trabalhar na colheita das uvas. Ela descobre que seu novo amor é um rico dono de vinícolas e grande produtor de vinhos da região do Vale do Douro. Mas nem desconfia que as terras dele são as mesmas que herdou. Vivendo um tremendo conflito pessoal, Alexandre convence sua mãe, Zenilda, a fazer um acordo com Diana: eles deverão pagar o aluguel pelas terras durante um tempo determinado por contrato.
Como Diana não tem conhecimento algum sobre o real valor das terras, aceita um pagamento infinitamente inferior. Antes de voltar ao Brasil, Diana e Alexandre vivem, às margens do rio Douro, uma verdadeira lua de mel, interrompida pela chegada de Nelson a Portugal.

## Elenco
| Intérprete            | Personagem            |
| --------------------- | --------------------- |
| Letícia Spiller       | Diana Coelho          |
| Luigi Baricelli       | Alexandre Paixão      |
| Marcelo Serrado       | Nelson Carvalho       |
| Arlete Sales          | Zenilda Paixão        |
| Edson Celulari        | Jean Valjean          |
| Cássia Kiss           | Cecília Coelho        |
| Pedro Paulo Rangel    | Vicente Silva         |
| Liliana Castro        | Laiza Coelho          |
| Cláudio Lins          | Luiz Felipe Schiavi   |
| Vanessa Lóes          | Branca Jardim Schiavi |
| Aracy Balabanian      | Hermínia Coelho       |
| Sérgio Mamberti       | Silvano Cilbuski      |
| Edney Giovenazzi      | Quintino Saraiva      |
| Lília Cabral          | Edith Rosa            |
| Tuca Andrada          | José Carlos           |
| Floriano Peixoto      | Xavier Fernandez      |
| Daniel Dantas         | Edgar Reis            |
| Suely Franco          | Alba Reis             |
| Fernanda Souza        | Teresa Coelho (Teca)  |
| Fernanda Rodrigues    | Isadora Lima          |
| Cássia Linhares       | Marina                |
| Paula Burlamaqui      | Tânia Freitas         |
| Débora Lamm           | Paula Souza           |
| Maria João Bastos     | Rita Coimbra          |
| Ada Chaseliov         | Yvone Ferreira Jardim |
| Mila Moreira          | Grace Dias            |
| Bruno Ferrari         | Gustavo Reis (Guto)   |
| Luiza Curvo           | Kátia Reis            |
| Edward Boggis         | Mike Dias             |
| Elisa Lisboa          | Fátima                |
| Vanessa Pascale       | Solange               |
| Bruno Giordano        | Aderbal               |
| Marcela Barrozo       | Madona Coelho         |
| Ana Beatriz Cisneiros | Alice                 |
| Gustavo Mello         | Orlando Lima          |
| Guga Coelho           | Juca                  |
| Pablo Padilla         | Hugo                  |
| Alexandre Barbalho    | Gaspar                |
| Eduardo Reis          | Ubaldo Lima           |
| Elaine Mickely        | Shirley               |
| Dill Costa            | Marlene               |
| Adrielle Isidório     | Fabiana Rosa          |
| Clesley Delfino       | Tico                  |
| Clasley Delfino       | Neco                  |

### Participações especiais
| Intérprete             | Personagem        |
| ---------------------- | ----------------- |
| Carolina Ferraz        | Clarissa Vidigal  |
| Lima Duarte            | Miguel Coelho     |
| Duarte Guimarães       | Pedro Aruca       |
| Henri Pagnoncelli      | Herculano Vidigal |
| Karine Carvalho        | Cacau             |
| Miguel Magno           | Aloísio           |
| Luiz Henrique Nogueira | Sancho            |
| Arlindo Lopes          | Zezinho           |
| Sônia Siqueira         | Dra. Márcia       |
| Ricardo Kosowski       | Dr. Vítor         |

## Produção
Sabor da Paixão teve cenas gravadas em Portugal, nas cidades do Porto, Vila Nova de Gaia e Lisboa. Foram feitas cenas na região do rio Douro, por ter beleza e semelhança com lugares do Brasil caracterizados pela boemia e pela reunião de pessoas de idades, estilos e classes distintos. Neste local tem a presença de vinhedos, importantes para o enredo da telenovela..
Uma quinta portuguesa foi usada como locação, que são casas de veraneio onde são recedidos turistas e compradores do vinho produzidos no local. Na trama, existe a fictícia Quinta da Paixão, de propriedade de Zenilda, onde é produzido três tipos de vinho: Paixão Seleção, Paixão e o especial Comendador Paixão, o mais caro e lucrativo da quinta. Mais imagens foram gravadas em Portugal como a festa dos trabalhadores que participaram da vindima e uma festa familiar em uma cidade medieval chamada Anta, situada nos arredores da região do Vale do Douro. Atores portugueses que participaram da trama são Duarte Guimarães, Elisa Lisboa e Maria João.
Os integrantes do Distrito Cultural da Lapa, um projeto cultural da cidade do Rio de Janeiro, deram palestras ao elenco sobre a história do bairro da Lapa, e uma pequena reprodução da Lapa foi feita na Central Globo de Produção (Projac), onde criaram antigos casarões, bares, lojas de música, de livros e de tintas, e até uma parte dos Arcos da Lapa. Teve inspirações nas construções da cidade do Porto, já que o bairro carioca apresenta uma arquitetura de influência portuguesa. A Lapa cenográfica tinha prédios de dois andares e pé direito alto, e muitos possuíam ambientes internos. Moradores, comerciantes e frequentadores da Lapa verdadeira ajudaram os trabalhos da equipe. Donos de antiquários até cederam peças para serem usadas nos cenários. Objetos como azulejos, galos e porcelanas foram trazidos de Portugal para a ambientação dos cenários. A equipe de produção de arte também desenvolveu rótulos, caixas de vinhos, logomarcas e cardápios especialmente para a trama.
Letícia Spiller usava uma peruca para interpretar Diana. A atriz estava careca por conta da peça O Falcão e o Imperador que fazia na época. Diana teve seu visual inspirado na personagem de Audrey Tautou do filme francês O Fabuloso Destino de Amélie Poulain. Edson Celulari teve seu personagem Jean Valjean baseado no pintor holandês Vincent Van Gogh e o ator recebeu noções de pintura com Maurício Arraes para criar os painéis de seu personagem, e Miguel Maria (Lima Duarte), o patriarca da família Coelho, faz alusão ao pintor espanhol Pablo Picasso. Fernanda Rodrigues teve aulas de flauta para viver Isadora. Participou da telenovela a participante do Big Brother Brasil Vanessa Pascale, interpretando a professora de dança Solange.
Atores e equipe da telenovela tiveram aulas com professores da Associação Brasileira de Sommeliers para entenderem melhor a produção, a apreciação e a escolha do vinho correto para cada ocasião. Bailarinos do corpo de baile do Teatro Municipal, entre eles Thiago Soares, participaram da encenação de trechos da coreografia original de O Lago dos Cisnes, de Tchaikovsky, para cenas de um encontro romântico de Diana e Alexandre. As cenas foram gravadas em dois dias, envolvendo cerca de 100 profissionais de produção e mais de 100 figurantes. Os trechos da dança foram selecionados pelo coreógrafo Gustavo Mollajoli, seguindo a orientação do diretor Ulysses Cruz.
Sabor da Paixão abordou temas sociais relacionados ao analfabetismo adulto representada por Vicente (Pedro Paulo Rangel), que aprende a ler e escrever com Cecília (Cássia Kiss). E o alcoolismo foi enfocado por meio do personagem Jean Valjean (Edson Celulari). A adoção de crianças foi feita através de Edith (Lília Cabral) e do casal Luís Felipe e Branca (Cláudio Lins e Vanessa Lóes), onde adotam porque Branca não queria engravidar. Ana Maria Moretzsohn contou que teve a ideia após ler reportagens com histórias de mulheres que, mesmo sem condição financeira, acolhiam crianças em suas casas. Para abordar a adoção, Ana Maria Moretzsohn buscou orientação no Juizado da Infância e da Juventude. Um casal homossexual da terceira idade, os personagens Quintino (Edney Giovenazzi) e Silvano (Sérgio Mamberti), apareceu no final da telenovela, antes eles passaram a história inteira cortejando Hermínia (Aracy Balabanian). O último capítulo também apresentou uma manifestação pela paz realizada nos Arcos da Lapa, com a participação do elenco e de cerca de 350 integrantes de diversos projetos da ONG Viva Rio. Reflexo da Invasão do Iraque em 2003, em março de 2003.
A ambientação da Lapa na telenovela também foi alvo tanto de elogios por retratar positivamente o local, quanto de críticas por apenas mostrar uma visão elitizada, parecida com a Lapa de antigamente, mas não a da atualidade.

## Exibição
O último capítulo da telenovela não teve reprise devido à final do Campeonato Paulista de Futebol entre São Paulo e Corinthians, que foi transmitida no sábado. 

### Exibição Internacional
Foi exibida pela Globo Portugal de 28 de Dezembro de 2020 á 18 de Junho de 2021 às 13:40 da tarde substituindo a novela Morde & Assopra e sendo substituída por Três Irmãs.

## Recepção

### Audiência
Sabor da Paixão foi uma das piores audiências da história das novelas das seis da TV Globo. Segundo o Ibope, a produção teve média de 24 pontos na Grande São Paulo, 19,7% a menos do que sua antecessora, Coração de Estudante (fevereiro a setembro de 2002), que cravou 29,9 pontos. Na comparação com público absoluto, a queda foi de 19%. Coração de Estudante teve média de 1,420 milhão de telespectadores por capítulo, contra 1,150 milhão de Sabor da Paixão, que só não bateu o recorde negativo dos últimos anos por causa do aumento do número de domicílios com TV na Grande São Paulo (na época, 4,849 milhões). A Padroeira, exibida em 2001, teve dois pontos de média domiciliar a mais do que Sabor da Paixão, mas sua média de telespectadores foi apenas 26 mil superior. Cada ponto na Grande SP equivalia a 48,5 mil domicílios. Em perspectiva histórica, Sabor da Paixão perde em pontos no Ibope (mas não em telespectadores absolutos) até para Força de um Desejo, que em 1999 teve média de 24,4. Por causa da baixa audiência, abaixo da meta da Globo, que era na época de 30 pontos para o horário das seis, Sabor da Paixão teve seu término antecipado em pelo menos 30 dias. As explicações para o desempenho baixo de Sabor da Paixão foram a concorrência com telejornais populares na RecordTV (Cidade Alerta), Band (Brasil Urgente) e RedeTV! (Repórter Cidadão) e a redução em 10% no número de televisores ligados. Sua pior audiência foi dia 15 de fevereiro de 2003 um sábado quando marcou apenas 14 pontos de audiência. Nesse dia chegou a empatar com a Band e o SBT.
Seu último capítulo registrou a maior audiência da trama, 31 pontos. Sabor da Paixão teve média geral de 24 pontos.

## Música

### Nacional
Capa: Luigi Baricelli
1. Porta Bandeira - André Gabeh (Tema de Locação Lapa)
2. Cuide Bem do Seu Amor - Os Paralamas do Sucesso (Tema de Alexandre)
3. Pressentimento - Nalanda (Tema de Diana)
4. A Brasileira - Grupo Tradição (Tema Geral)
5. No Rastro do Sol - Mafalda Veiga (Tema de Rita)
6. Você Vai Ver - Pedro Mariano (part. esp. Zélia Duncan) (Tema de Laiza)
7. Sai Daqui, Tristeza - Max Vianna (Tema de Branca)
8. Tive Sim - Ney Matogrosso (Tema de Cecília e Vicente)
9. Sabor da Paixão (Flor de Abacate) - Marcus Vinile (Vinícius) (tema de abertura)
10. Prazer e Luz - Luciana Mello (Tema de Isadora e Orlando)
11. Só Nós Dois - Fafá de Belém (Tema de Zenilda)
12. Entra e Sai de Amor - Altay Veloso (Tema de Diana e Alexandre)
13. Eu Sonhei Que Tu Estavas Tão Linda - Jair Rodrigues (Tema de Quintino e Silvano)
14. Na Massa - Davi Moraes (Tema de Locação Rio de Janeiro)
15. Marcha dos Gafanhotos - Xuxa (Tema das Crianças)

### Internacional
Capa: Letícia Spiller
1. Help Me - Nick Carter (Tema de Locação Lapa)
2. Goodbye - Lionel Richie (Tema de Cecília e Vicente)
3. My Love - Ez3 featuring Fab (Tema de Locação Rio de Janeiro)
4. Beautiful - Christina Aguilera (Tema Romântico Geral)
5. Stars - The Cranberries (Tema de Paula)
6. Undeniable - Paulina Rubio (Tema de Kátia)
7. Don't Ask - Rick Astley (Tema de Isadora e Orlando)
8. Alone Again - Craig McClean (Tema de Locação Rio de Janeiro)
9. Quizás - Enrique Iglesias (Tema de Solange e Ubaldo)
10. En El Muelle de San Blás - Maná (Tema de Luís Felipe e Laiza)
11. The Tide Is High (Get The Feeling) - Atomic Kitten (Tema de Locação Rio de Janeiro)
12. Barenaked - Jennifer Love Hewitt (Tema de Teca)
13. Heaven - Giselle Haller (Tema de José Carlos e Zenilda)
14. Sexy Baby - Kasino (Tema Geral)